# Саймон (игра)

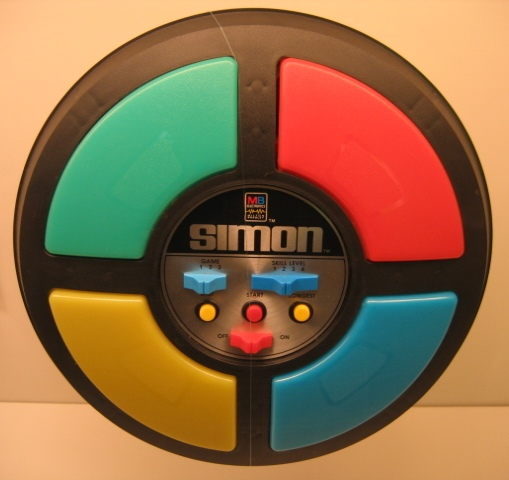
Первоначальная игра Simon.

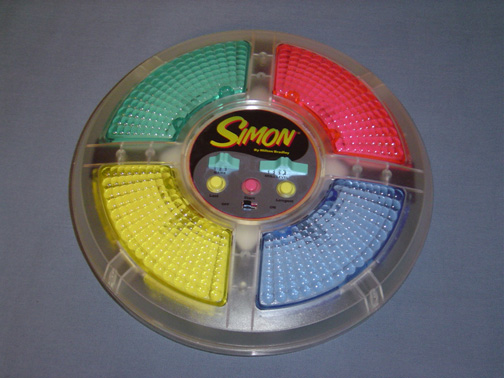
Перевыпущенная игра Simon.

Саймон (англ. Simon) — одна из самых популярных электронных игрушек конца 1970-х и начала 1980-х годов, направленная на развитие и тренировку памяти и скорости реакции.
Разработана американцами Ральфом Бером и Ховардом Моррисоном
Внешне игрушка представляет собой круглый диск с четырьмя большими разноцветными кнопками-панелями, издававшими разные звуки. Задача игры — запомнить продемонстрированную игроку последовательность этих вспышек и звуков (начать игру можно было с нажатия любой кнопки, при этом игра была задумана так, чтобы мелодия звучала гармонично независимо от того, какая кнопка была нажата первой) и впоследствии воспроизвести её в рамках «раунда» игры.
Продажи игры начались в Нью-Йорке в 1978 году, производитель - Milton Bradley Company. 
Своё название она получила в честь детской игры «Саймон говорит», однако её игровой процесс является усовершенствованным вариантом более ранней и менее популярной электронной игры производства Atari под названием "Дотронься до меня" (Touch Me). В Touch Me все клавиши были чёрного цвета, а звуки не слишком отличались друг от друга, в «Саймоне» предусмотрены четыре больших кнопки разных цветов (красный, жёлтый, зелёный и синий), каждая из них подсвечена и каждой из них в плане звучания соответствует своя нота.
Советский клон игры называется Электроника ИЭ-01 Иволга.